# Вицинкі-Осовські
Вицинкі-Осовські (пол. Wycinki Osowskie) — село в Польщі, у гміні Жаб'я Воля Ґродзиського повіту Мазовецького воєводства.
Населення — 395 осіб (2011).
У 1975-1998 роках село належало до Скерневицького воєводства.

## Демографія
Демографічна структура станом на 31 березня 2011 року:
|          | Загалом | Допрацездатний вік | Працездатний вік | Постпрацездатний вік |
| -------- | ------- | ------------------ | ---------------- | -------------------- |
| Чоловіки | 208     | 48                 | 151              | 9                    |
| Жінки    | 187     | 48                 | 113              | 26                   |
| Разом    | 395     | 96                 | 264              | 35                   |